# Rennae Stubbs
Rennae Stubbs (* 26. März 1971 in Sydney) ist eine ehemalige australische Tennisspielerin.

## Karriere
Rennae Stubbs, die Australien dreimal bei Olympischen Spielen repräsentierte, gewann insgesamt vier Doppeltitel bei den Grand-Slam-Turnieren von New York, Wimbledon und Melbourne. Auf der roten Asche von Paris blieb ihr ein solcher Erfolg verwehrt; immerhin stand sie dort 2002 im Finale.
33 ihrer 60 Doppeltitel auf der Tour gewann sie an der Seite von Lisa Raymond. Am 6. Februar 2011 erklärte Stubbs nach der Erstrundenbegegnung im Fed Cup gegen Italien ihre Karriere für beendet. Bereits im März kehrte sie zurück auf die Tour und spielte in Miami Doppel an der Seite von Jill Craybas und dann mit der Australierin Casey Dellacqua, mit der sie 2011 bei den US Open auch ihr letztes Profimatch bestritt.
Von Oktober 2017 bis zum Saisonende war Stubbs Trainerin der tschechischen Tennisspielerin Karolína Plíšková.

## Persönliches
Rennae Stubbs lebt offen lesbisch. Sie zählt zu den besten Freundinnen von Steffi Graf.

## Turniersiege

### Doppel
| Nr. | Datum             | Turnier         | Kategorie              | Belag             | Partnerin       | Finalgegnerinnen                        | Ergebnis           |
| --- | ----------------- | --------------- | ---------------------- | ----------------- | --------------- | --------------------------------------- | ------------------ |
| 1.  | 9. Februar 1992   | Osaka           | WTA Tier IV            | Teppich (Halle)   | Helena Suková   | Jo-Anne Faull Rachel McQuillan          | 3:6, 6:4, 7:5      |
| 2.  | 3. Mai 1992       | Hamburg         | WTA Tier II            | Sand              | Steffi Graf     | Manon Bollegraf Arantxa Sánchez Vicario | 4:6, 6:3, 6:4      |
| 3.  | 14. Juni 1992     | Birmingham      | WTA Tier IV            | Rasen             | Lori McNeil     | Sandy Collins Elna Reinach              | 5:7, 6:3, 8:6      |
| 4.  | 22. August 1992   | Montreal        | WTA Tier I             | Hartplatz         | Lori McNeil     | Gigi Fernández Natallja Swerawa         | 3:6, 7:5, 7:5      |
| 5.  | 27. Februar 1993  | Indian Wells    | WTA Tier II            | Hartplatz         | Helena Suková   | Ann Grossman Patricia Hy                | 6:3, 6:4           |
| 6.  | 1. Mai 1993       | Hamburg         | WTA Tier II            | Sand              | Steffi Graf     | Larisa Neiland Jana Novotná             | 6:4, 7:6           |
| 7.  | 12. Februar 1994  | Osaka           | WTA Tier III           | Teppich (Halle)   | Larisa Neiland  | Pam Shriver Elizabeth Smylie            | 6:4, 6:7, 7:5      |
| 8.  | 21. Mai 1994      | Straßburg       | WTA Tier III           | Sand              | Lori McNeil     | Patricia Tarabini Caroline Vis          | 6:3, 3:6, 6:2      |
| 9.  | 17. Juni 1995     | Birmingham      | WTA Tier III           | Rasen             | Manon Bollegraf | Nicole Bradtke Kristine Radford         | 3:6, 6:4, 6:4      |
| 10. | 2. November 1996  | Chicago         | WTA Tier II            | Teppich (Halle)   | Lisa Raymond    | Angela Lettiere Nana Miyagi             | 6:1, 6:1           |
| 11. | 16. November 1996 | Philadelphia    | WTA Tier II            | Teppich (Halle)   | Lisa Raymond    | Nicole Arendt Lori McNeil               | 6:4, 3:6, 6:3      |
| 12. | 25. Oktober 1997  | Québec          | WTA Tier III           | Teppich (Halle)   | Lisa Raymond    | Alexandra Fusai Nathalie Tauziat        | 6:4, 6:7, 7:5      |
| 13. | 15. November 1997 | Philadelphia    | WTA Tier II            | Teppich (Halle)   | Lisa Raymond    | Lindsay Davenport Jana Novotná          | 6:3, 7:5           |
| 14. | 21. Februar 1998  | Hannover        | WTA Tier II            | Teppich (Halle)   | Lisa Raymond    | Jelena Lichowzewa Caroline Vis          | 6:1, 6:7, 6:3      |
| 15. | 15. August 1998   | Boston          | WTA Tier III           | Hartplatz         | Lisa Raymond    | Mariaan de Swardt Mary Joe Fernández    | 6:4, 6:4           |
| 16. | 27. Februar 1999  | Oklahoma        | WTA Tier III           | Hartplatz (Halle) | Lisa Raymond    | Amanda Coetzer Jessica Steck            | 6:3, 6:4           |
| 17. | 27. August 1999   | New Haven       | WTA Tier II            | Hartplatz         | Lisa Raymond    | Jelena Lichowzewa Jana Novotná          | 7:6, 6:2           |
| 18. | 16. Oktober 1999  | Zürich          | WTA Tier I             | Hartplatz (Halle) | Lisa Raymond    | Nathalie Tauziat Natallja Swerawa       | 6:2, 6:2           |
| 19. | 23. Oktober 1999  | Moskau          | WTA Tier I             | Teppich (Halle)   | Lisa Raymond    | Julie Halard-Decugis Anke Huber         | 6:1, 6:0           |
| 20. | 13. November 1999 | Philadelphia    | WTA Tier II            | Teppich (Halle)   | Lisa Raymond    | Chanda Rubin Sandrine Testud            | 6:1, 7:6           |
| 21. | 29. Januar 2000   | Australian Open | Grand Slam             | Hartplatz         | Lisa Raymond    | Martina Hingis Mary Pierce              | 6:4, 5:7, 6:4      |
| 22. | 20. Mai 2000      | Rom             | WTA Tier I             | Sand              | Lisa Raymond    | Arantxa Sánchez Vicario Magüi Serna     | 6:3, 4:6, 6:3      |
| 23. | 26. Mai 2000      | Madrid          | WTA Tier III           | Sand              | Lisa Raymond    | Gala León García María Sánchez Lorenzo  | 6:1, 6:3           |
| 24. | 5. August 2000    | San Diego       | WTA Tier II            | Hartplatz         | Lisa Raymond    | Lindsay Davenport Anna Kurnikowa        | 4:6, 6:3, 7:66     |
| 25. | 4. Februar 2001   | Tokio           | WTA Tier I             | Teppich (Halle)   | Lisa Raymond    | Anna Kurnikowa Iroda Toʻlaganova        | 7:65, 2:6, 7:66    |
| 26. | 4. März 2001      | Scottsdale      | WTA Tier II            | Hartplatz         | Lisa Raymond    | Kim Clijsters Meghann Shaughnessy       | kampflos           |
| 27. | 22. April 2001    | Charleston      | WTA Tier I             | Sand              | Lisa Raymond    | Virginia Ruano Paola Suárez             | 5:7, 7:65, 6:3     |
| 28. | 22. Juni 2001     | Eastbourne      | WTA Tier II            | Rasen             | Lisa Raymond    | Cara Black Jelena Lichowzewa            | 6:2, 6:2           |
| 29. | 8. Juli 2001      | Wimbledon       | Grand Slam             | Rasen             | Lisa Raymond    | Kim Clijsters Ai Sugiyama               | 6:4, 6:3           |
| 30. | 8. September 2001 | US Open         | Grand Slam             | Hartplatz         | Lisa Raymond    | Kimberly Po Nathalie Tauziat            | 6:2, 5:7, 7:5      |
| 31. | 4. November 2001  | München         | WTA Tour Championships | Teppich (Halle)   | Lisa Raymond    | Cara Black Jelena Lichowzewa            | 7:5, 3:6, 6:3      |
| 32. | 11. Januar 2002   | Sydney          | WTA Tier II            | Hartplatz         | Lisa Raymond    | Martina Hingis Anna Kurnikowa           | kampflos           |
| 33. | 2. Februar 2002   | Tokio           | WTA Tier I             | Teppich (Halle)   | Lisa Raymond    | Els Callens Roberta Vinci               | 6:1, 6:1           |
| 34. | 2. März 2002      | Scottsdale      | WTA Tier II            | Hartplatz         | Lisa Raymond    | Cara Black Jelena Lichowzewa            | 6:3, 5:7, 7:64     |
| 35. | 15. März 2002     | Indian Wells    | WTA Tier I             | Hartplatz         | Lisa Raymond    | Jelena Dementjewa Janette Husárová      | 7:5, 6:0           |
| 36. | 30. März 2002     | Miami           | WTA Tier I             | Hartplatz         | Lisa Raymond    | Virginia Ruano Paola Suárez             | 7:64, 6:74, 6:3    |
| 37. | 20. April 2002    | Charleston      | WTA Tier I             | Sand              | Lisa Raymond    | Alexandra Fusai Caroline Vis            | 6:4, 3:6, 7:64     |
| 38. | 21. Juni 2002     | Eastbourne      | WTA Tier II            | Rasen             | Lisa Raymond    | Cara Black Jelena Lichowzewa            | 6:75, 7:66, 6:2    |
| 39. | 27. Juli 2002     | Stanford        | WTA Tier II            | Hartplatz         | Lisa Raymond    | Janette Husárová Conchita Martínez      | 6:1, 6:1           |
| 40. | 1. Februar 2003   | Tokio           | WTA Tier I             | Teppich (Halle)   | Jelena Bowina   | Lindsay Davenport Lisa Raymond          | 6:3, 6:4           |
| 41. | 9. August 2003    | Manhattan Beach | WTA Tier II            | Hartplatz         | Mary Pierce     | Jelena Bowina Els Callens               | 6:3, 6:3           |
| 42. | 12. Oktober 2003  | Filderstadt     | WTA Tier II            | Hartplatz (Halle) | Lisa Raymond    | Cara Black Martina Navratilova          | 6:2, 6:4           |
| 43. | 16. Januar 2004   | Sydney          | WTA Tier II            | Hartplatz         | Cara Black      | Dinara Safina Meghann Shaughnessy       | 7:5, 3:6, 6:4      |
| 44. | 7. Februar 2004   | Tokio           | WTA Tier I             | Teppich (Halle)   | Cara Black      | Jelena Lichowzewa Magdalena Maleewa     | 6:0, 6:1           |
| 45. | 3. Juli 2004      | Wimbledon       | Grand Slam             | Rasen             | Cara Black      | Liezel Huber Ai Sugiyama                | 6:3, 7:65          |
| 46. | 31. Juli 2004     | San Diego       | WTA Tier I             | Hartplatz         | Cara Black      | Virginia Ruano Pascual Paola Suárez     | 4:6, 6:1, 6:4      |
| 47. | 9. Oktober 2004   | Filderstadt     | WTA Tier II            | Hartplatz (Halle) | Cara Black      | Anna-Lena Grönefeld Julia Schruff       | 6:3, 6:2           |
| 48. | 23. Oktober 2004  | Zürich          | WTA Tier I             | Hartplatz (Halle) | Cara Black      | Virginia Ruano Pascual Paola Suárez     | 6:4, 6:4           |
| 49. | 17. Juni 2005     | Eastbourne      | WTA Tier II            | Rasen             | Lisa Raymond    | Jelena Lichowzewa Wera Swonarjowa       | 6:3, 7:5           |
| 50. | 30. Juli 2005     | Stanford        | WTA Tier II            | Hartplatz         | Cara Black      | Jelena Lichowzewa Wera Swonarjowa       | 6:3, 7:5           |
| 51. | 22. Oktober 2005  | Zürich          | WTA Tier I             | Hartplatz (Halle) | Cara Black      | Daniela Hantuchová Ai Sugiyama          | 6:76, 7:64, 6:3    |
| 52. | 5. November 2005  | Philadelphia    | WTA Tier II            | Hartplatz (Halle) | Cara Black      | Lisa Raymond Samantha Stosur            | 6:4, 7:64          |
| 53. | 12. Januar 2006   | Sydney          | WTA Tier II            | Hartplatz         | Corina Morariu  | Virginia Ruano Pascual Paola Suárez     | 6:3, 5:7, 6:2      |
| 54. | 5. August 2006    | San Diego       | WTA Tier I             | Hartplatz         | Cara Black      | Anna-Lena Grönefeld Meghan Shaughnessy  | 6:2, 6:2           |
| 55. | 20. Oktober 2006  | Zürich          | WTA Tier I             | Hartplatz (Halle) | Cara Black      | Liezel Huber Katarina Srebotnik         | 7:5, 7:5           |
| 56. | 11. August 2007   | Los Angeles     | WTA Tier II            | Hartplatz         | Květa Peschke   | Mara Santangelo Alicia Molik            | 6:0, 6:1           |
| 57. | 6. Oktober 2007   | Stuttgart       | WTA Tier II            | Hartplatz (Halle) | Květa Peschke   | Chan Yung-jan Dianra Safina             | 6:75, 7:64, [10:2] |
| 58. | 20. Oktober 2007  | Zürich          | WTA Tier I             | Hartplatz (Halle) | Květa Peschke   | Lisa Raymond Francesca Schiavone        | 7:5, 7:61          |
| 59. | 22. Februar 2008  | Doha            | WTA Tier I             | Hartplatz         | Květa Peschke   | Cara Black Liezel Huber                 | 6:1, 5:7, [10:7]   |
| 60. | 19. Juni 2010     | Eastbourne      | WTA Premier            | Rasen             | Lisa Raymond    | Květa Peschke Katarina Srebotnik        | 6:2, 2:6, [13:11]  |

### Mixed
| Nr. | Datum             | Turnier         | Kategorie  | Belag     | Partner         | Finalgegner                             | Ergebnis       |
| --- | ----------------- | --------------- | ---------- | --------- | --------------- | --------------------------------------- | -------------- |
| 1.  | 30. Januar 2000   | Australian Open | Grand Slam | Hartplatz | Jared Palmer    | Arantxa Sánchez Vicario Todd Woodbridge | 7:5, 7:63      |
| 2.  | 9. September 2001 | US Open         | Grand Slam | Hartplatz | Todd Woodbridge | Lisa Raymond Leander Paes               | 6:4, 5:7, 7:69 |

## Abschneiden bei Grand-Slam-Turnieren

### Einzel
| Turnier         | 1989 | 1990 | 1991 | 1992 | 1993 | 1994 | 1995 | 1996 | 1997 | 1998 | 1999 | 2000 | Karriere |
| --------------- | ---- | ---- | ---- | ---- | ---- | ---- | ---- | ---- | ---- | ---- | ---- | ---- | -------- |
| Australian Open | 2    | 1    | 1    | 2    | 1    | 1    | —    | 2    | —    | 1    | Q3   | Q2   | 2        |
| French Open     | —    | —    | —    | 1    | —    | —    | —    | 1    | —    | —    | —    | —    | 1        |
| Wimbledon       | —    | 1    | 1    | 2    | 1    | —    | 2    | 1    | —    | 1    | —    | —    | 2        |
| US Open         | —    | —    | —    | —    | —    | —    | 1    | 1    | —    | —    | —    | —    | 1        |

Zeichenerklärung: S = Turniersieg; F, HF, VF, AF = Einzug ins Finale / Halbfinale / Viertelfinale / Achtelfinale; 1, 2, 3 = Ausscheiden in der 1. / 2. / 3. Hauptrunde; Q1, Q2, Q3 = Ausscheiden in der 1. / 2. / 3. Runde der Qualifikation; n. a. = nicht ausgetragen

### Doppel
Die Tabelle listet die Ergebnisse der Grand-Slam-Turniere, der Tour Championships, der Olympischen Spiele, des Fed Cups bzw Billie Jean King Cups und der Turniere folgender Kategorien auf: 1990–2008: Tier I, 2009–2020: Premier Mandatory und Premier 5, ab 2021: WTA 1000.
| Turnier            | 1989 | 1990 | 1991 | 1992 | 1993 | 1994 | 1995 | 1996 | 1997 | 1998 | 1999 | 2000 | 2001 | 2002 | 2003 | 2004 | 2005 | 2006 | 2007 | 2008 | 2009 | 2010 | 2011 | Karriere |
| ------------------ | ---- | ---- | ---- | ---- | ---- | ---- | ---- | ---- | ---- | ---- | ---- | ---- | ---- | ---- | ---- | ---- | ---- | ---- | ---- | ---- | ---- | ---- | ---- | -------- |
| Australian Open    | 1    | 2    | 1    | —    | VF   | —    | AF   | 2    | —    | HF   | HF   | S    | 1    | HF   | VF   | 1    | 2    | VF   | 1    | VF   | AF   | HF   | 1    | 1 × S    |
| French Open        | —    | 1    | 1    | AF   | VF   | AF   | AF   | AF   | —    | 1    | 1    | AF   | HF   | F    | 1    | AF   | VF   | VF   | AF   | AF   | AF   | AF   | AF   | 1 × F    |
| Wimbledon          | —    | 1    | 2    | VF   | VF   | AF   | AF   | AF   | —    | HF   | AF   | HF   | S    | VF   | 1    | S    | 1    | HF   | VF   | AF   | F    | VF   | 1    | 2 × S    |
| US Open            | —    | 2    | 1    | VF   | VF   | —    | F    | 2    | AF   | HF   | AF   | VF   | S    | AF   | VF   | AF   | VF   | VF   | HF   | 1    | HF   | VF   | 1    | 1 × S    |
| Tour Championships | —    | —    | —    | 1    | 1    | —    | —    | 1    | —    | HF   | HF   | HF   | S    | HF   | —    | F    | F    | F    | HF   | F    | HF   | HF   | —    | 1 × S    |
| Chicago            |      | —    |      |      |      |      |      |      |      |      |      |      |      |      |      |      |      |      |      |      |      |      |      | —        |
| Boca Raton         |      |      | AF   | HF   |      |      |      |      |      |      |      |      |      |      |      |      |      |      |      |      |      |      |      | 1 × HF   |
| Doha               |      |      |      |      |      |      |      |      |      |      |      |      |      |      |      |      |      |      |      | S    |      |      |      | 1 × S    |
| Dubai              |      |      |      |      |      |      |      |      |      |      |      |      |      |      |      |      |      |      |      |      | HF   | AF   | —    | 1 × HF   |
| Indian Wells       |      |      |      |      |      |      |      |      | —    | —    | VF   | 1    | —    | S    | VF   | AF   | HF   | AF   | —    | AF   | AF   | 1    | —    | 1 × S    |
| Miami              |      | —    | HF   | 2    | HF   | HF   | VF   | —    | —    | —    | —    | —    | F    | S    | 1    | 1    | F    | 1    | AF   | HF   | VF   | HF   | 1    | 1 × S    |
| Hilton Head Island |      | —    | —    | —    | —    | AF   | —    | 1    | —    | F    | VF   | VF   |      |      |      |      |      |      |      |      |      |      |      | 1 × F    |
| Charleston         |      |      |      |      |      |      |      |      |      |      |      |      | S    | S    | VF   | HF   | HF   | AF   | AF   | VF   |      |      |      | 2 × S    |
| Rom                |      | 1    | —    | —    | HF   | VF   | —    | —    | —    | VF   | —    | S    | —    | —    | —    | —    | —    | HF   | HF   | VF   | AF   | HF   | 1    | 1 × S    |
| Madrid             |      |      |      |      |      |      |      |      |      |      |      |      |      |      |      |      |      |      |      |      | HF   | AF   | HF   | 2 × HF   |
| Berlin             |      | —    | —    | VF   | HF   | HF   | HF   | —    | —    | HF   | —    | —    | —    | —    | —    | —    | —    | —    | HF   | HF   |      |      |      | 6 × HF   |
| San Diego          |      |      |      |      |      |      |      |      |      |      |      |      |      |      |      | S    | HF   | S    | AF   |      |      |      |      | 2 × S    |
| Cincinnati         |      |      |      |      |      |      |      |      |      |      |      |      |      |      |      |      |      |      |      |      | —    | F    | —    | 1 × F    |
| Kanada             |      | —    | —    | S    | HF   | VF   | AF   | VF   | VF   | AF   | —    | 1    | VF   | AF   | —    | —    | VF   | —    | —    | HF   | F    | —    | —    | 1 × S    |
| Tokio              |      |      |      |      | F    | HF   | F    | VF   | VF   | —    | VF   | HF   | S    | S    | S    | S    | —    | F    | F    | —    | 1    | HF   | —    | 4 × S    |
| München            |      |      |      |      |      |      |      |      |      | —    | —    |      |      |      |      |      |      |      |      |      |      |      |      | —        |
| Zürich             |      |      |      |      | 1    | VF   | 1    | —    | —    | VF   | S    | —    | —    | —    | VF   | S    | S    | S    | S    |      |      |      |      | 5 × S    |
| Philadelphia       |      |      |      |      | HF   | —    | HF   |      |      |      |      |      |      |      |      |      |      |      |      |      |      |      |      | 2 × HF   |
| Peking             |      |      |      |      |      |      |      |      |      |      |      |      |      |      |      |      |      |      |      |      | AF   | 1    | —    | 1 × AF   |
| Moskau             |      |      |      |      |      |      |      |      | —    | F    | S    | HF   | —    | —    | —    | —    | F    | 1    | VF   | VF   |      |      |      | 1 × S    |
| Olympische Spiele  |      |      |      | —    |      |      |      | 1    |      |      |      | AF   |      |      |      | VF   |      |      |      | AF   |      |      |      | 1 × VF   |
| Fed Cup            |      |      |      |      | F    |      | PO   | 1    |      | 1    | 1    |      |      |      |      |      |      |      |      |      | PO   | PO   | 1    | 1 × F    |

Zeichenerklärung: S = Turniersieg; F, HF, VF, AF = Einzug ins Finale, Halb-, Viertel-, Achtelfinale; 1, 2, 3 = Ausscheiden in der 1., 2., 3. Haupt- / Finalrunde; Q1, Q2, Q3 = Ausscheiden in der 1., 2. 3. Qualifikationsrunde; KF (kleines Finale) = unterlegen im Spiel um Platz drei; RR = Round Robin (Gruppenphase); nicht ausgetragen oder andere Kategorie; PO (Playoff), P2 = Auf-/Abstiegsrunde zur Weltgruppe I/II im Fed Cup; W2, K1, K2, K3 = Teilnahme in der Weltgruppe II, Kontinentalgruppe I, II, III im Fed Cup.

### Mixed
| Turnier         | 1990 | 1991 | 1992 | 1993 | 1994 | 1995 | 1996 | 1997 | 1998 | 1999 | 2000 | 2001 | 2002 | 2003 | 2004 | 2005 | 2006 | 2007 | 2008 | 2009 | 2010 | 2011 | Karriere |
| --------------- | ---- | ---- | ---- | ---- | ---- | ---- | ---- | ---- | ---- | ---- | ---- | ---- | ---- | ---- | ---- | ---- | ---- | ---- | ---- | ---- | ---- | ---- | -------- |
| Australian Open | —    | —    | 1    | 1    | VF   | AF   | 1    | —    | 1    | 1    | S    | HF   | 1    | HF   | 1    | VF   | VF   | AF   | 1    | 1    | 1    | AF   | S        |
| French Open     | 1    | 1    | AF   | AF   | 2    | AF   | 1    | —    | 2    | —    | F    | VF   | 1    | 1    | AF   | AF   | VF   | 1    | 1    | 1    | 1    | VF   | F        |
| Wimbledon       | —    | VF   | AF   | AF   | —    | 1    | 2    | —    | 1    | —    | 2    | 2    | AF   | 1    | VF   | 2    | AF   | 2    | 2    | AF   | HF   | 1    | HF       |
| US Open         | —    | —    | —    | 1    | 1    | 1    | VF   | 1    | HF   | HF   | HF   | S    | 1    | AF   | HF   | VF   | 1    | 1    | VF   | VF   | 1    | —    | S        |